# Wild Water Kingdom (álbum)
Wild Water Kingdom es el segundo mixtape en solitario del artista estadounidense de hip hop Heems, publicado el 14 de noviembre de 2012 por Greedhead Music.

## Lista de canciones
| N.º | Título                                               | Productor(es)     | Duración |  |
| 1.  | «WWK Intro»                                          | B. Official       | 3:35     |  |
| 2.  | «Cowabunga Gnarly»                                   | Harry Fraud       | 3:06     |  |
| 3.  | «Third Thing»                                        | Crookers          | 3:10     |  |
| 4.  | «Death Is Not an Option» (con Bodega Bamz y Lakutis) | Keyboard Kid      | 4:10     |  |
| 5.  | «Wild Water Kingdom»                                 | Harry Fraud       | 5:43     |  |
| 6.  | «Himanshu Freestyles»                                | Keyboard Kid      | 2:31     |  |
| 7.  | «Let It Go» (con Cee Gee)                            | Keyboard Kid      | 3:54     |  |
| 8.  | «Killing Time»                                       | Yorissey Blkhrts  | 3:01     |  |
| 9.  | «Running Thru the Jungle»                            | Beautiful Lou     | 2:29     |  |
| 10. | «Half Pint»                                          | Mike Finito       | 2:50     |  |
| 11. | «WOYY»                                               | Mike Finito       | 2:26     |  |
| 12. | «Deepak Choppa»                                      | Le1f              | 5:41     |  |
| 13. | «Soup Boys»                                          | Lushlife          | 4:10     |  |
| 14. | «Medium Green Eyes» (con Safe)                       | Steel Tipped Dove | 4:08     |  |
| 15. | «Tell Me» (con Childish Gambino)                     | Mike Finito       | 2:59     |  |
| 16. | «Adina Howard»                                       | Shaleik           | 3:24     |  |
| 17. | «Combat Jack Show Freestyle»                         |                   | 4:06     |  |